# Darío Zampini
Darío Zampini (Salta, Argentina; 11 de mayo de 1989) es un futbolista argentino que juega en la posición de delantero y actualmente es jugador del Club Atlético Talleres (Perico) que disputa el Torneo Federal B.

## Clubes
| Club                                 | País      | Año   |
| ------------------------------------ | --------- | ----- |
| Club Atlético Monterrico San Vicente | Argentina | 2012  |
| Club Atlético Talleres (Perico)      | Argentina | 2013  |
| Central Norte                        | Argentina | 2014  |
| Club Atlético Germinal               | Argentina | 2015  |
| Deportivo Tabacal                    | Argentina | 2016  |
| Club Atlético Germinal               | Argentina | 2016  |
| J.J. Moreno (Puerto Madryn)          | Argentina | 2017  |
| Club Atlético Talleres (Perico)      | Argentina | 2017- |

## Palmarés
| Título           | Club                        | País      | Año  |
| ---------------- | --------------------------- | --------- | ---- |
| Torneo Federal C | J.J. Moreno (Puerto Madryn) | Argentina | 2017 |